# パース (ミサイル駆逐艦)
|          | |
| 艦歴     | |
| 発注     | |
| 起工     | 1962年9月21日 |
| 進水     | 1963年9月26日 |
| 就役     | 1965年7月17日 |
| 退役     | 1999年10月15日 |
| その後   | 海没処分 |
| 除籍     | |
| 性能諸元 | |
| 排水量   | 4,600トン |
| 全長     | 134 m |
| 全幅     | 14 m |
| 吃水     | 6 m |
| 機関     | ゼネラル・エレクトリック蒸気タービン 2基、70,000hp (52mW) |
| 最大速力 | 30ノット以上 |
| 乗員     | 310名 |
| 兵装     | Mk.42 5インチ単装砲 2基 Mk.13SAM単装発射機 1基 (ターター改装後はスタンダードSM-1MR) アイカラSUM単装発射機 1基 (※1991年撤去) Mk.32 3連装短魚雷発射管 2基 Mk.15 20mmファランクス 2基 (※改装後装備) |
| モットー | "Fight And Flourish" |

パース(HMAS Perth, D 38)は、オーストラリア海軍のミサイル駆逐艦。パース級駆逐艦の1番艦。艦名は西オーストラリア州のパースに因む。その名を持つ艦としては2隻目。

## 艦歴
パースは1962年9月21日にミシガン州ベイシティのデフォー造船で起工する。1963年9月26日に進水し、1965年7月17日に就役した。
パースはベトナム戦争においてトンキン湾のヤンキー・ステーションで空母への航空警戒任務に従事し、シードラゴン作戦に参加、その他パイロットの捜索救助、支援艦砲射撃任務を行った。パースはベトナム戦争での戦功でアメリカ軍の殊勲部隊章および部隊勲功章を受章した。
パースは1999年10月15日に退役し、西オーストラリア州のオールバニで潜水スポットとして2001年11月24日に沈められた。